# 瑪莎·蔡斯
瑪莎·蔡斯（Martha Cowles Chase，1927年8月8日—2003年8月27日）是一位美國生物學家，與阿弗雷德·赫希所作的赫希-蔡斯實驗證明了DNA為遺傳物質，為20世紀生物學最重要的發現之一。

## 生平
1964年獲得南加州大學的哲學博士學位。

## 外部連結
- Linus Pauling and the race for DNA: Martha Chase
- Genome Biology: Obituary （页面存档备份，存于）